# 牧場物語シリーズ まきばのおみせ
『牧場物語シリーズ まきばのおみせ』（ぼくじょうものがたりシリーズ まきばのおみせ）は、マーベラスエンターテイメントから2009年4月28日に配信されたWiiウェア。
はしもとよしふみがプロデュース、飯野茉優がナレーションを担当している。

## ストーリー
しんじあう　おとこのこと　おんなのこが
つなぎあわせた　しあわせを　しめすとき
あらわれる　コロボックルが
ほほえみのかぜを　もたらすだろう
ここクローバータウンには、こんな、幸せをよぶコロボックルの伝説があります。
しかし今ではそれも、そして町自体も、皆からゆっくりと忘れられつつありました。
豊かな自然に恵まれてはいるものの平凡な田舎町であるここに、都会育ちの主人公は降り立ちます。両親の仕事の都合から、ここにすむ祖父母の下でしばらく暮らすことになったのです。
そこには、かつて主人公が大好きだった
おばあさんのお店がありました…。

## 登場人物

### プレイヤーキャラクター
おとこのこ
しっかりものの活発な少年。都会生まれだが、山や川で遊ぶのが大好き。
おんなのこ
物事を常にポジティブに考える元気な少女。歳のわりに大人っぽいところもある。

### 仲良し候補
ダニエル
様々な道具を扱う「つーるや」の道具開発担当。発想力はピカイチだがおっちょこちょい。
シンシア
ダニエルの妹で、「つーるや」の会計・品物管理担当。ドジな兄をサポートしつつも、研究熱心な兄を尊敬している。
ミント
動物屋「いこいのどうぶつたち」を営む優しいお姉さん。しかし、動物たちの世話には熱心で、間違った動物の飼い方をしている人には厳しい言葉を飛ばす。
ニック
ミントのヤンチャな弟。都会ギライから主人公にはツンツンしているが、町のことや病弱なセシルを心配するなど優しい面もある。
セシル
レベッカの息子。病弱なため元気な主人公をうらやましく思っているが、植物の知識は母親をしのぐほど。
アマネ
タカクラの腕にほれ込んで、強引に弟子入りしたボーイッシュな女の子。「でっかいものが飾りたい！」と一流リフォーマーを目指す。
ヴァルツ
動物たちを運ぶ仕事をしている。ウソをつく人は大嫌いで、まっすぐな人に弱い。
カイ
ぶどう園で仕事をしている爽やかなお兄さん。
マリー
本が大好きで、ちょっと内気なお姉さん。
オセ
豪快な性格の鍛冶屋さん。男気あふれ頼りがいがある兄貴系。
カレン
気が強いお姉さん。ダンサーになるのが夢。
セピリア
自然が大好きな女の子。農園で仕事をしている。
ショコラ
ちょっとおしゃま。でも明るくて素直な女の子。
エリィ
ケーキ屋さんで働いているお姉さん。料理の腕はピカイチ！
グレイ
無愛想なお兄さん。別の町で牧場の仕事をしているらしい。
エンジュ
ファッションにうるさいお姉さん。カラフルたまごが気に入っている。
マイ
食べることが大好きな食いしん坊。でも料理の腕がいまいちなのをなんとかしたいと思っている
トト
お母さんの牧場を手伝っている。元気いっぱいな男の子。
アズマ
真面目だけどちょっとのんびりやなお医者さん。クローバータウンに往診に来てくれる。
ナミ
自由気ままにあちこちを旅しているクールなお姉さん。

### 町の住人
グラハム
牧場仕事のプロ。温厚で周囲の信頼も厚いが、孫の主人公には甘い。
シノン
主人公の優しいおばあさん。長年、牧場のお店で働いてきたためか、折り目正しく、いい加減なことはしない。
モノトーン
クローバータウンの町長。町がどんどん寂しくなっていくのを気に病んでいるが、いまひとつ行動力がない。
タカクラ
違う町からやってきたおじさん。有名なリフォーマーらしいが、あまり自分のことは語らない。
レベッカ
花屋「はなさくこみち」を営む肝っ玉母さん。セシルの母親。病弱な息子を笑顔ひとつで育てている。夫は有名な放浪画家。
魔女さま
ミステリアスな雰囲気の魔女。人を困らせるのが大好き。
グルメマン
世界を旅するグルメな人。グルメあるところ、彼の姿あり。
トーマス
花の芽町の町長さん。モノトーンの友人。
サイバラ
自分にも他人にも厳しい芸術家。